# Antonietta (prénom)
Pour les articles homonymes, voir Antonietta.
Cette page présente le prénom Antonietta ainsi que ses variantes.
Antonietta est un prénom féminin italien.

## Personnes portant ce prénom
- Pour l'ensemble des articles sur les personnes portant ce prénom, consulter :
  - la liste des articles dont le titre commence par ce prénom
  - les listes produites par Wikidata : Liste des personnes de prénom « Antonietta » — même liste en incluant les éventuels prénoms composés qui contiennent « Antonietta ».